# Esther Chemtai
Esther Chemtai (ur. 2 listopada 1993) – kenijska lekkoatletka specjalizująca się w biegach długich.
W 2010 roku wywalczyła złoto w drużynie oraz brązowy medal w indywidualnym biegu juniorek podczas przełajowych mistrzostw świata pokonując cały dystans 6 km na boso. Stanęła na podium przełajowych mistrzostw Afryki w 2012. 
Wnuczka Bena Jipcho.